# Helmut Schmidt (Rose)
‘Helmut Schmidt’ ist eine Teehybride, die 1979 von W. Kordes’ Söhne gezüchtet und zu Ehren des damaligen Bundeskanzlers Helmut Schmidt getauft wurde. Die Taufe dieser Rosensorte erfolgte im Rahmen der Bundesgartenschau 1979 in Bonn in Anwesenheit von Helmut Schmidt, dessen Frau Loki und des Züchters Reimer Kordes.

## Eigenschaften und Verwendung
Die Helmut Schmidt hat mittellange und dicke Triebe, und ihre Wuchshöhe liegt bei 60 bis 70 Zentimetern. Ihre Blütezeit reicht von Juni bis Oktober. Während dieser Zeit blüht sie zitronengelb mit leichtem bis starkem, frischem Duft. Sie eignet sich als Beet- und Schnittrose und bevorzugt tiefgründige, nährstoffreiche Böden und sonnige Standorte. Ein Winterschutz wird als vorteilhaft beschrieben, wobei diese Rosensorte an sich winterhart ist.

## Auszeichnungen
- Belfast Goldmedaille (1979)
- Genf Goldmedaille (1979)
- RNRS Trial Ground Certificate (1979)